# 草酸铅
草酸铅是铅(II)的草酸盐，化学式为PbC2O4。它是白色重质固体。

## 制备
该化合物有市售品。它可以通过硝酸铅和草酸钠的复分解反应制备：
Pb2+(aq) + C2O42− → PbC2O4 (s)

## 溶解性
草酸铅在水中的溶解度很小，但是在过量的草酸根离子存在下，由于形成了Pb(C2O4)22−配离子，溶解度增大。